# Jeff Hartings
Jeffrey Alan Hartings (St. Henry, 9 settembre 1972) è un ex giocatore di football americano statunitense che ha militato nel ruolo di centro nella National Football League (NFL).

## Biografia
Dopo avere giocato al college a football a Penn State, Harting fu scelto come 23º assoluto nel Draft NFL 1996 dai Detroit Lions. Vi giocò come guardia fino al 2000, dopo di che firmò come free agent con i Pittsburgh Steelers, passando al ruolo di centro. Con essi fu convocato per il Pro Bowl nel 2004 e nel 2005, vincendo il Super Bowl XL contro i Seattle Seahawks. Si ritirò dopo la stagione 2006 a causa di problemi alle ginocchia.

## Palmarès

### Franchigia
- Super Bowl : 1

Pittsburgh Steelers: XL
- American Football Conference Championship: 1

Pittsburgh Steelers: 2005

### Individuale
- Convocazioni al Pro Bowl: 2

2004, 2005
- All-Pro: 2

2001, 2004
- PFWA All-Rookie Team - 1996

## Statistiche
| Partite             | 162 |
| Partite da titolare | 160 |